# Centrolene altitudinale
Centrolene altitudinale är en groddjursart som först beskrevs av Juan A. Rivero 1968.  Centrolene altitudinale ingår i släktet Centrolene och familjen glasgrodor. IUCN kategoriserar arten globalt som otillräckligt studerad. Inga underarter finns listade i Catalogue of Life.